# أوغستو وبيربور
أوغستو وبيربور (1871-1948) (بالإنجليزية: Augusto Weberbauer) هو عالم نبات ألماني.